# 工人党 (法国1991年)
工人党（法語：Parti des travailleurs，缩写为PT）是法国的一个已不存在的托洛茨基主义政党。该党成立于1991年11月。2008年6月，该党宣布解散，同时成立新政党独立工人党。